# Gewone spikkelspanner
De gewone spikkelspanner (Ectropis crepuscularia) is een nachtvlinder uit de familie van de spanners. Door sommige auteurs wordt Ectropis bistortata als een aparte soort beschouwd, maar in Europa is breed aanvaard dat het om één soort gaat. Het verspreidingsgebied beslaat een gehele Palearctisch gebied, de soort verschijnt ook in Noord-Amerika.
De spanwijdte van de vlinder bedraagt tussen de 30 en 40 millimeter. De soort overwintert als pop in de grond.

## Waardplanten
De gewone spikkelspanner heeft diverse loofbomen als waardplant.

## Voorkomen in Nederland en België
In Nederland en België is de gewone spikkelspanner een heel gewone soort die verspreid over het hele gebied voorkomt. Per jaar worden twee generaties voortgebracht, de eerste vliegt van maart tot en met mei en de tweede generatie in juli en eind augustus, soms is er een derde generatie in november.

## Bron
- Paul Waring en Martin Townsend, Nachtvlinders, veldgids met alle in Nederland en België voorkomende soorten, Baarn, 2006.